# Эспита
Эспита (исп. Espita) — город в Мексике, штат Юкатан, административный центр одноимённого муниципалитета. Численность населения, по данным переписи 2005 года, составила 10 758 человек. Один из пяти самых населённых городов на полуострове Юкатан.
Название Espita с майяйского языка можно перевести как: малая вода.

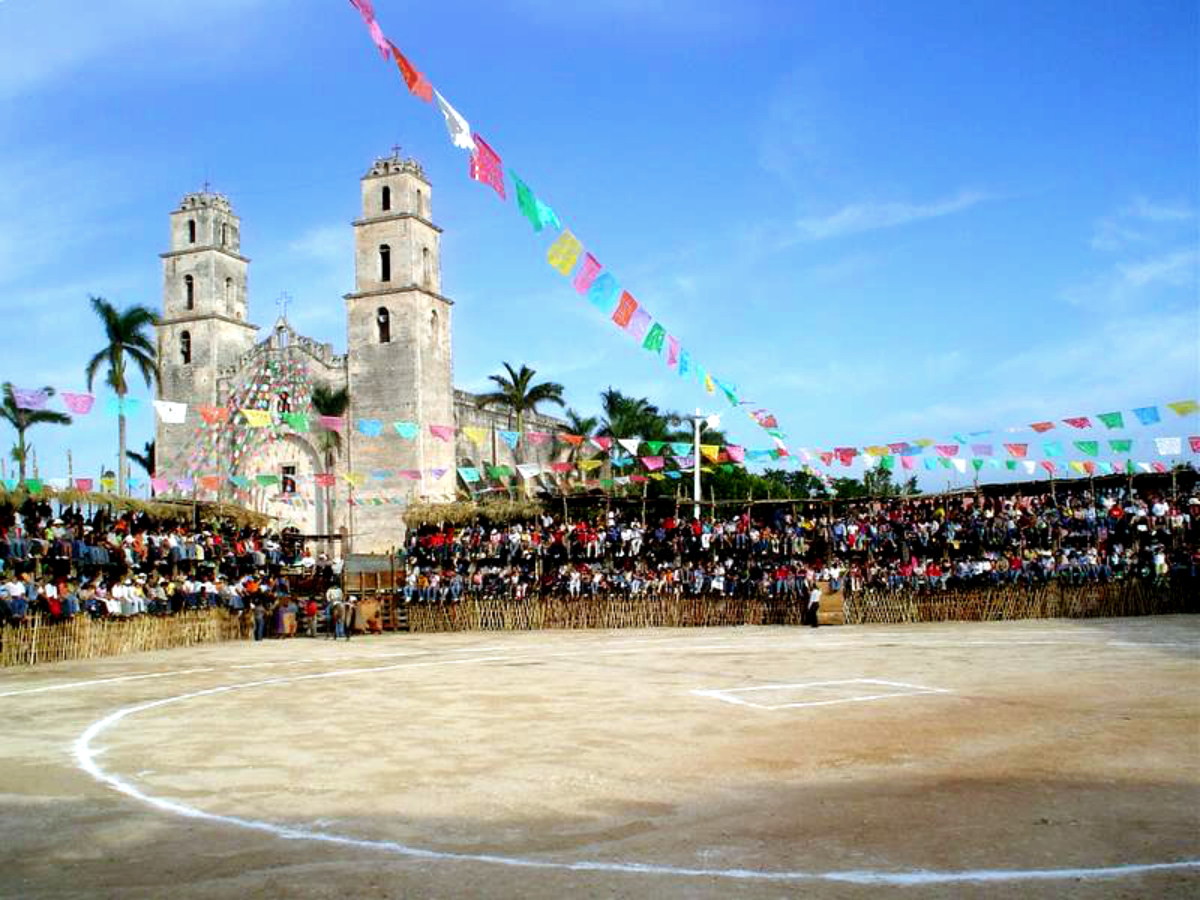
Народные гулянья в Эспите, 2005 год